# تلمبه دباغ‌ها
تلمبه دباغ‌ها یک منطقهٔ مسکونی در ایران است که در دهستان قناتغستان واقع شده‌است.